# Bude iz Bamijana
Bude iz Bamijana (paštunsko د باميانو بودايي پژۍ, darijsko تندیس‌های بودا در بامیان) sta bila dva verjetno monumentalna budistična kipa iz 6. stoletja v Bamijanski dolina v Afganistanu. So 130 kilometrov severozahodno od Kabula, na nadmorski višini 2500 metrov, karbonsko datiranje strukturnih komponent Bude pa je pokazalo, da je bil zgrajen manjši 38 m "vzhodni Buda" okrog 570 n. št., večji 55 m "zahodni Buda" pa okoli leta 618 n. št., kar bi datiralo v čas, ko so regiji vladali Heftaliti. Kot Unescov seznam svetovne dediščine zgodovinskega afganistanskega budizma je bilo sveto mesto za budiste ob svilni poti. Vendar pa so marca 2001 oba kipa uničili talibani po ukazu, ki ga je 26. februarja 2001 izdal talibanski voditelj mula Muhamed Omar, da se uničijo vsi kipi v Afganistanu, »da jih nihče ne bi mogel častiti ali spoštovati v prihodnosti«. Mednarodno in lokalno mnenje je obsodilo uničenje Bud.
Kipi so predstavljali poznejšo evolucijo klasičnega mešanega sloga grško-budistične umetnosti v Gandari. Večji kip so poimenovali Salsal ('luč sije skozi vesolje') in so ga označevali kot moškega. Manjši kip se imenuje Šah Mama ('Kraljica mati') in je označen kot ženska figura. Tehnično sta bila oba reliefa: zadaj sta se zlivala vsak v steno pečine. Glavna telesa so bila izklesana neposredno iz pečine iz peščenjaka, vendar so bili detajli modelirani v blatu, pomešanem s slamo, prevlečeni s štukaturo. Ta premaz, katerega večina se je že zdavnaj obrabila, je bil pobarvan, da bi izboljšal izraze obrazov, rok in gub oblačil; večji je bili pobarvani karmin rdeče, manjši pa večbarven. Spodnji deli krakov kipov so bili zgrajeni iz iste mešanice blata in slame, podprte z lesenimi armaturami. Menijo, da so zgornji deli obrazov sestavljale ogromne lesene maske.
Od 2. stoletja n. št. je bil Bamijan budistično versko mesto ob svilni poti pod Kušani, tako je ostal do islamskih osvajanj leta 770 n. št. in leta 977 n. Leta 1221 je Džingiskan vdrl v Bamijansko dolino in izbrisal večino njenega prebivalstva, a pustil Bamijanske Bude nepoškodovane. Kasneje v 17. stoletju je mogolski cesar Aurangzeb za kratek čas ukazal uporabo topništva za uničenje kipov, kar je povzročilo nekaj škode, čeprav so Bude preživele brez večje škode.
Bude so obkrožale številne jame in površine, okrašene s slikami. Domneva se, da so ti večinoma izhajali iz 6. do 8. stoletja našega štetja in so se končali z muslimanskimi osvajanji Afganistana. Manjša umetniška dela veljajo za umetniško sintezo budistične umetnosti in umetnosti Gupta iz starodavne Indije, z vplivi Sasanidskega cesarstva in Bizantinskega cesarstva ter Tokhara Jabghus.

## Zgodovina

### Naročilo
Bamijan leži na svilni poti, ki poteka skozi gorsko regijo Hindukuš v Bamijanski dolini. Svilna pot je bila v zgodovini karavanska pot, ki je povezovala kitajske trge s trgi zahodnega sveta. Bilo je mesto več budističnih samostanov in cvetoče središče religije, filozofije in umetnosti. Menihi v samostanih so živeli kot puščavniki v majhnih jamah, vklesanih v pobočje bamijskih pečin. Večina teh menihov je olepšala svoje jame z verskimi kipi in dovršenimi živobarvnimi freskami, ki so delili kulturo Gandare.
Veliki Bude iz Bamijana so bili izklesani okoli leta 600 n. št. pod Heftaliti, ki so takrat vladali kot kneževina na območjih Toharistana in severnega Afganistana. Bamijan je bil budistično versko mesto od 2. stoletja našega štetja pod Kušani in je tako ostal vse do muslimanske osvojitve Abasidskega kalifata pod Al-Mahdijem leta 770 našega štetja. Ponovno je postalo budistično od leta 870 n. št. do končne islamske osvojitve leta 977 n. št. pod turško dinastijo Gaznavid. Freske v sosednjih jamah so bile datirane z ogljikom od 438 do 980 n. št., kar kaže na to, da se je budistična umetniška dejavnost nadaljevala vse do končne okupacije s strani muslimanov.
Dva najvidnejša kipa sta bila velikanska stoječa kipa Bude Vairocana in Sakjamunija (Gautama Buda), prepoznavna po različnih izvajanih mudrah. Buda, popularno imenovan Solsol, je bil visok 55 metrov, Šahmama pa 38 metrov. Niši, v katerih sta stali figuri, so od spodaj navzgor veliki 58 oziroma 38 metrov. Preden so jih leta 2001 razstrelili, sta bili največja primera izrezljanih stoječih Bud na svetu (velikanski Lešanski veliki Buda iz 8. stoletja je višji, vendar sedi).
Po uničenju kipov leta 2001 je ogljično datiranje organskih notranjih strukturnih komponent, najdenih v ruševinah, ugotovilo, da sta bila Buda zgrajena ok. 600 n. št., z ozkimi datumi med 544 in 595 n. št. za 38-metrskega vzhodnega Budo in med 591 in 644 n. š. za večjega zahodnega Budo. Nedavna raziskava prav tako podaja na splošno podobne datume, ki temeljijo na slogovni in zgodovinski analizi, čeprav so podobnosti z umetnostjo Gandare na splošno spodbudile zgodnejše datiranje v starejši literaturi.
Zgodovinska dokumentacija se nanaša na praznovanja, ki so potekala vsako leto in so pritegnila številne romarje, s ponudbami za monumentalne kipe. Bili so morda najbolj znane kulturne znamenitosti v regiji, mesto pa je UNESCO uvrstil na seznam svetovne dediščine skupaj z okoliško kulturno krajino in arheološkimi ostanki doline Bamijan. Njihova barva je skozi čas zbledela.

### Predmoderna doba
Kitajski budistični romar Šuanzang je to mesto obiskal 30. aprila 630 in v Da Tang Šiju Dži opisal Bamijan kot cvetoče budistično središče »z več kot desetimi samostani in več kot tisoč menihi«. Opozoril je tudi, da sta bili obe figuri Bude »okrašeni z zlatom in finimi dragulji« (Wriggins, 1995). Zanimivo je, da Šuanzang omenja tretji, še večji, ležeči kip Bude. Monumentalen sedeči Buda, ki je po slogu podoben tistim v Bamijanu, še vedno obstaja v jamah templja Bingling v kitajski provinci Gansu.
- Grafika Bud, 19. stoletje
- Lokalni moški, ki stojijo blizu večjega kipa Bude Salsal, ok. 1940
- Fotografirala Françoise Foliot
- Manjši, 38-metrski Buda leta 1977
- Možna rekonstitucija prvotnega videza zahodnega Bude (Vairocana)
- Poštna znamka na temo Bamijana (1951), ki jo je izdala Postes Afghanes (afganistanska pošta)

## Stenske slike
Bude obdajajo številne jame in površine, okrašene s slikami.[17] Domneva se, da je bilo obdobje razcveta od 6. do 8. stoletja našega štetja, do začetka islamskih vdorov.[17] Ta umetniška dela veljajo za umetniško sintezo budistične umetnosti in umetnosti Gupta iz Indije, z vplivi Sasanidskega cesarstva in Bizantinskega cesarstva ter države Tokharistan.[17] Kasnejše poslikave je mogoče pripisati "turškemu obdobju" (7.–9. stoletje n. št.).[28]

### Vzhodni Buda (zgrajen ok. 544–595 n. št.)
Večina površin v niši, v kateri je Buda, je morala biti okrašena s pisanimi stenskimi poslikavami, vendar so v sodobnem času ostali le fragmenti. Za 38-metrskega vzhodnega Budo so bile glavne preostale freske tiste na stropu, tik nad glavo Bude. Nedavno datiranje, ki temelji na slogovni in zgodovinski analizi, potrjuje datume teh stenskih poslikav, ki sledijo datumom z oceno ogljika za gradnjo samih Bud: stenske poslikave vzhodnega Bude je Klimburg-Salter (1989) datiral v 6. do 8. stoletje) in po 635/645 n. št. Tanabe (2004). Še leta 2002 je Marylin Martin Rhie zagovarjala datum 3.–4. stoletja za vzhodnega Budo na podlagi umetniških kriterijev.

### Bog sonca
Med najbolj znanimi slikami Bud iz Bamijana strop manjšega vzhodnega Bude predstavlja sončno božanstvo na vozu, ki ga vlečejo konji, ter ceremonialne prizore s kraljevimi osebami in bhaktami. Bog nosi kaftan v slogu Tokhara, škornje in drži sulico. Njegova upodobitev izhaja iz ikonografije iranskega boga Mitre, kot so ga častili v Sogdiji. Vozi dvokolesno zlato kočijo, ki jo vlečejo štirje konji. Dva krilata spremljevalca stojita ob strani kočije, nosita korintsko čelado s peresom in držita ščit. V zgornjem delu so bogovi vetra, ki letijo z ruto v obeh rokah. Ta kompozicija je edinstvena in se razlikuje od Gandare ali Indije, vendar je nekaj podobnosti s slikama Kizila in Dunhuanga.
Osrednjo podobo boga Sonca na njegovem zlatem vozu uokvirjata dve stranski vrsti posameznikov: kralji in dostojanstveniki, ki se družijo z Budami in Bodisatvami. Ena od oseb, ki stoji za menihom v profilu, je verjetno bamijanski kralj. Nosi nazobčano krono z enojnim polmesecem in korimbos, tuniko z okroglim izrezom in sasanidski naglavni trak.

### Donatorji heftalita
Bude iz Bamijana sta bila zgrajena v času Heftalitov. Več figur ima značilen videz heftalitov iz Toharistana, s prepasanimi suknjiči z edinstvenim reverjem njihove tunike, zavihanim na desni strani, pristriženimi lasmi, lasnimi dodatki, njihovo značilno fizionomijo in okroglimi obrazi brez brade. Te figure morajo predstavljati donatorje in vladarje, ki so podprli gradnjo monumentalnega velikanskega Bude. Posamezniki na tej sliki so zelo podobni posameznikom, upodobljenim v Balalik Tepeju, in so morda povezani s Heptaliti. Sodelujejo »v umetniškem izročilu eftalitov, ki vladajo v Tuharestanu«.
Te poslikave so izginile z uničenjem leta 2001.
- Freska boga sonca, ki se vozi na svojem zlatem vozu, in vrste kraljevih darovalcev ob straneh, nad glavo manjšega 38-metrskega vzhodnega Bude (datirano z ogljikom v 544–595 n. št.).
- Verjetni kralj Bamijana, v sasanidskem slogu, v niši 38-metrskega Bude, poleg boga sonca.[27]
- Verjetni heptalitski vladarji Toharistana, s kaftanom z enim reverjem in krono z enim polmesecem, v stranski vrsti dostojanstvenikov poleg boga sonca.

### Zahodni Buda (zgrajen c. 591–644 n. št.)
Nekaj fresk je ostalo tudi okoli višjega 55 metrov zahodnega Bude na stropu in ob straneh. Mnogi so po značaju bolj konvencionalni budisti. Nekatere poznejše stenske poslikave prikazujejo moške bhakte v kaftanih z dvojnim reverjem.
- Slike nebesnih bitij v niši 55 metrov velikega Bude
- Zahodni Buda, niša, strop, vzhodni del E1 in E2.[28]
- Bodhisattva, strop niše velikega zahodnega Bude, zgodnje 7. stoletje
- Bhakta v kaftanu z dvojnim reverjem, leva stena niše zahodnega Bude.[29] Opisan je bil tudi kot heftalit.[30]

### Sosednje jame
Kasnejše stenske poslikave, datirane v 7.–8. stoletje n. št., prikazujejo različne moške bhakte v kaftanih z dvojnim reverjem. Umetniška dela izkazujejo prefinjenost in svetovljanstvo, primerljivo z drugimi umetninami svilne poti, kot so tiste iz Kizila, ki jih je mogoče pripisati pokroviteljstvu Zahodnih Turkov (Jabghus iz Toharistana). Tudi bližnje jame Kakrak imajo nekaj umetnin.
- Bodisatva Maitreja, strop jame E, pozno 7. začetek 8. stoletja
- Buda s krono in ogrinjalom iz kamila. Slika v niši "I" v Bamijanu, 7. stoletje
- Bhakta v kaftanu z dvojnim reverjem, poleg Bude. Jama G, Bamyan (podrobnost)
- Rekonstruirana poslikava jame G

Po uničenju Bud je bilo razkritih še 50 jam. V 12 jamah so odkrili stenske poslikave. Decembra 2004 je mednarodna skupina raziskovalcev izjavila, da so bile stenske poslikave v Bamijanu naslikane med 5. in 9. stoletjem in ne med 6. in 8. stoletjem, pri čemer se je sklicevala na svojo analizo radioaktivnih izotopov v slamnatih vlaknih, najdenih pod slikami. Domneva se, da so slike naredili umetniki, ki so potovali po svilni poti.
Znanstveniki iz Tokijskega raziskovalnega inštituta za kulturne dobrine na Japonskem, Centra za raziskave in restavriranje francoskih muzejev v Franciji, Getty Conservation Institute v Združenih državah in Evropskega obrata za sinhrotronsko sevanje (ESRF) v Grenoblu v Franciji so analizirali vzorce iz slik, običajno manj kot 1 mm v premeru. Odkrili so, da barva vsebuje pigmente, kot sta vermilion (rdeči živosrebrov sulfid) in svinčev beli (svinčev karbonat). Ti so bili pomešani z vrsto veziv, vključno z naravnimi smolami, gumi (možno lepilo živalske kože ali jajce) in olji, verjetno pridobljenimi iz orehov ali maka. Natančneje, raziskovalci so ugotovili, da so sušilna olja s fresk, ki prikazujejo Bude v cinobrovih oblačilih, ki sedijo s prekrižanimi nogami sredi palmovih listov in mitskih bitij, naslikana sredi 7. stoletja. Domnevajo, da so najstarejši znani ohranjeni primeri oljnega slikarstva, ki so morda pred oljnim slikanjem v Evropi kar šest stoletij. Odkritje lahko vodi do ponovne ocene del v starodavnih ruševinah v Iranu, na Kitajskem, v Pakistanu, Turčiji in Indiji.
Začetni sum, da bi olja lahko pripisali kontaminaciji s prsti, saj budistična tradicija spodbuja dotikanje slike, je bil razblinjen s spektroskopijo in kromatografijo, ki sta dala nedvoumen signal za namerno uporabo sušilnih olj in ne onesnaževalcev. Olja so bila odkrita pod plastmi barve, za razliko od površinskih kontaminantov.
Znanstveniki so našli tudi prevod začetnega dela izvirne sanskrtske Pratītyasamutpāda Sutre, ki ga je prevedel Šuanzang, ki je pojasnil osnovno prepričanje budizma in rekel, da je vse minljivo.

## Napadi na kipe

### Talibanski vpadi (1998–2001)
Med afganistansko državljansko vojno je bilo območje okoli Budov sprva pod nadzorom Hezbeja Vahdata - dela Severnega zavezništva - ki je bil proti talibanom. Vendar je Mazar-i-Šarif padel avgusta 1998 in Bamijansko dolino so v celoti obkolili Talibani. Mesto je bilo po uspešni blokadi zavzeto 13. septembra 1998.
Abdul Vahed, lokalni talibanski poveljnik, ki je že dolgo pred tem napovedal svoje namere, da bo uničil Bude, je v Budovih glavah izvrtal luknje, v katere je nameraval naložiti eksploziv. Nadaljevanje mu je preprečil Mohamed Omar, de facto vodja talibanov: Po besedah predstavnika Združenih narodov Michaela Sempla:
[[quote|Mula Omar je za guvernerja Bamija imenoval Maulavija Muhameda Islama iz Ru-je Doaba. Kot Tatar iz sosednje province Samangan je imel Maulavi povezave z vsemi poveljniki Bamijana iz obdobja džihada. Ne glede na njegove druge grehe je bil Bamijan tudi del dediščine Maulavi islama. Njegovi namestniki so mi opisali, kako so, ko so videli, kaj počne Abdul Vahed, stopili v stik z mulo Omarjem v Kandaharju in ta je ukazal ustaviti nadaljnje vrtanje.}}
Drugi ljudje so z dinamitom odstrelili glavo manjšemu Budi, usmerili rakete v dimlje večjega Bude in zažgane gume v glavo slednjega. Julija 1999 je Omar odredil ohranitev kipov in opisal načrte za vzpostavitev turističnega kroga. V začetku leta 2000 so lokalne talibanske oblasti zaprosile ZN za pomoč pri obnovi drenažnih jarkov okoli vrhov niš, kjer so bili postavljeni Bude.

## Trenutno stanje (2002–danes)
Čeprav sta bili figuri dveh velikih Bud uničeni, so njuni obrisi in nekatere značilnosti še vedno prepoznavni v vdolbinah. Prav tako lahko obiskovalci še vedno raziskujejo meniške jame in prehode, ki jih povezujejo. Kot del mednarodnih prizadevanj za obnovo Afganistana po talibanski vojni so se japonska vlada in več drugih organizacij – med njimi Afganistanski inštitut v Bubendorfu v Švici skupaj z ETH Zürich – zavezale k obnovi, morda z anastilozo, dveh večjih Bude. Lokalni prebivalci Bamijana so prav tako izrazili svojo naklonjenost obnovi struktur.
Aprila 2002 je posttalibanski voditelj Hamid Karzai v Afganistanu uničenje označil za »nacionalno tragedijo« in obljubil, da bodo Bude ponovno zgradili. Pozneje je obnovo označil za »kulturni imperativ«.
Septembra 2005 je bil v afganistanski parlament izvoljen Mavlavi Mohamed Islam Mohamedi, talibanski guverner province Bamijan v času uničenja, ki je bil na splošno odgovoren za to. Za odločitev o uničenju Bud je okrivil vpliv Al Kaide na talibane. Januarja 2007 je bil v Kabulu umorjen.
Švicarski filmski ustvarjalec Christian Frei je posnel 95-minutni dokumentarec z naslovom The Giant Buddhas o kipih, mednarodnih odzivih na njihovo uničenje in pregled polemike, ki je bil objavljen marca 2006. Pričevanja lokalnih Afganistancev potrjujejo, da je Osama bin Laden ukazal uničenje in da so mu na začetku mula Omar in Afganistanci v Bamijanu nasprotovali.
Od leta 2002 mednarodno financiranje podpira prizadevanja za obnovo in stabilizacijo lokacije. Fragmenti kipov so dokumentirani in shranjeni, pri čemer je posebna pozornost namenjena zavarovanju strukture kipa, ki je še vedno na mestu. Upamo, da bo v prihodnosti mogoče izvesti delno anastilozo s preostalimi fragmenti. Leta 2009 je ICOMOS v niši zgradil gradbeni oder za nadaljnje ohranjanje in stabilizacijo. Kljub temu obstaja več resnih vprašanj ohranjanja in varnosti in Bude so še vedno navedene kot ogrožena svetovna dediščina.
Poleti 2006 so se afganistanski uradniki odločali o časovnem načrtu obnove kipov. Medtem ko so čakali, da se afganistanska vlada in mednarodna skupnost odločita, kdaj jih bosta obnovili, je projekt, vreden 1,3 milijona dolarjev, ki ga je financiral Unesco, razvrščal kose gline in mavca – od balvanov, težkih več ton do drobcev velikosti teniških žogic.
Budistične ostanke v Bamijanu je Svetovni sklad za spomenike leta 2008 uvrstil na seznam 100 najbolj ogroženih svetovnih spomenikov.
Leta 2013 je nemška podružnica ICOMOS-a obnovila vznožje manjšega Bude z železnimi palicami, opeko in betonom. Nadaljnja gradnja je bila ustavljena po ukazu Unesca z obrazložitvijo, da so dela potekala brez vednosti ali odobritve organizacije. Prizadevanje je bilo v nasprotju z Unescovo politiko uporabe izvirnega gradiva za rekonstrukcije in poudarjeno je bilo, da je bilo izvedeno na podlagi predpostavk.
Leta 2015 je premožni kitajski par, Janson Hu in Liyan Yu, financiral izdelavo 3D svetlobne projekcije v velikosti Kipa svobode, ki prikazuje umetnikov pogled na to, kako bi večji Buda, domačini poznan kot Solsol, morda izgledal v svojih najboljših časih. Podoba je bila prežarjena v nišo eno noč leta 2015; kasneje je par podaril svoj 120.000 $ vreden projektor ministrstvu za kulturo.
Kmalu po talibanski ofenzivi leta 2021, ki je privedla do strmoglavljenja Islamske republike Afganistan in vrnitve talibanov k vladi, so turistom znova dovolili obisk mesta. Medtem ko so talibani obljubili, da bodo ohranili Bamijansko dolino, so bila ohranitvena dela ustavljena za nedoločen čas. Unescove operacije v Afganistanu so bile ustavljene, predvsem zaradi strahu tujih vlagateljev, da bi nadaljnja podpora projektom ohranjanja kulture v državi naletela na mednarodne sankcije. Februarja 2023 so se obnovitvena dela Unesca nadaljevala, ko je italijanska vlada odobrila nova sredstva.